# Толстопальцево (деревня)
Толстопа́льцево — деревня, административно входящая в состав района Внуково Западного административного округа города Москвы как часть Толстопальцевского сельсовета. Расположена недалеко от одноимённого посёлка, также входящего в состав района Внуково, и посёлка городского типа Кокошкино и деревни Марушкино Новомосковского административного округа города Москвы.
На границе деревни расположена железнодорожная станция Толстопальцево

## Транспорт
- Железнодорожная станция D4 Толстопальцево
- Автобус № 750 (МЦД Солнечная  - пос. Толстопальцево)[3]
- Автобус №889 ( Насосная ул. - ул.Ленина)
- Автобус №878 (Метро теплый стан - МЦД Кокошкино)
- Автобус №950 (МЦД Солнечная  - МЦД Кокошкино)
- Автобус №с162 ( 3-й микрорайон Московского - МЦД Толстопальцево)